# Robert Adair
Sir Robert Adair, britanski diplomat in politik, * 1763, † 1865.
Bil je član Parlamenta Velike Britanije za Appleby (1799-1802) in za Camelford (1802-1812).